# バラクーダ作戦
バラクーダ作戦（バラクーダさくせん、フランス語: Opération Barracuda）は、1979年に中央アフリカ帝国のボカサ1世を打倒するためフランスが行った軍事作戦。フランスのベテラン外交官であるジャック・フォカールは、この作戦を「フランス最後の植民地遠征」と呼んだ。

## 背景
1976年のボカサによる国号改称以降、彼の独裁はさらに深刻なものとなっており、反対派への無慈悲な迫害は国際的な注目と批判を浴びていた。最も残忍な行為の一つに、1979年のデモに対しての弾圧があり、これは100名の子供を含むおよそ400名の死者を出した。これにより、フランスはボカサ政権への支援を打ち切ることとした。また、ボカサが当時リビアの指導者であったムアンマル・アル＝カッザーフィーとの同盟を求めていたことも、フランスにとっては受け入れがたいことであった。

## 経過
作戦は1979年9月20日の夕方に開始された。まず、あらかじめバンギ・ムポコ国際空港に潜入していたSDECE（現在のDGSE）の部隊が、C-160で着陸したブランシオン＝ルージュ大佐の率いる第1海兵歩兵落下傘連隊を迎え入れた。
空港を支配下に置いたあと、さらに計300人以上の兵を乗せた2機の輸送機が着陸し、ブランシオン＝ルージュ大佐から特殊部隊の隊長であるベルナール・ドジェンヌ大佐へ、チャドの首都ンジャメナにあるンジャメナ国際空港から「バラクーダ（8機のピューマヘリコプターとトランザール輸送機の暗号名）」と共に来るようメッセージが送られた。その後バンギの制圧を開始し、翌日の午前0時半ごろ、1966年にボカサによって打倒されたダヴィド・ダッコ元大統領が中央アフリカ帝国の崩壊と中央アフリカ共和国の復活を宣言した。

## 国際的な反応
- プラウダ 「ソビエト連邦は、独立したアフリカ諸国の内政に対する帝国主義的な軍事的・政治的干渉を強く非難する」
- フランス政府 「政権交代は血を流すことなく、迅速かつ円滑に行われた」